# Dexia analis
Dexia analis är en tvåvingeart som först beskrevs av Thomas Say 1829.  Dexia analis ingår i släktet Dexia och familjen parasitflugor.
Artens utbredningsområde är Indiana. Inga underarter finns listade i Catalogue of Life.